# أبيودن وليامز
أبيودن وليامز (بالإنجليزية: Abiodun Williams)‏ هو عالم سياسة سيراليوني، ولد في 24 ديسمبر 1961 في فريتاون في سيراليون.